# Цумагои
Цумагои (яп. 嬬恋村 Цумагои-мура) — село в Японии, находящееся в уезде Агацума префектуры Гумма. Площадь села составляет 337,51 км², население — 10 326 человек (1 июля 2014), плотность населения — 30,59 чел./км².

## Географическое положение
Село расположено на острове Хонсю в префектуре Гумма региона Канто. С ним граничат города Уэда, Коморо, Томи, Судзака, посёлки Кусацу, Наганохара, Каруидзава, Миёта и село Такаяма.

## Население
Население села составляет 10 326 человек (1 июля 2014), а плотность — 30,59 чел./км². Изменение численности населения с 1980 по 2005 годы:
| 1980 | 10 737 чел. |  |
| 1985 | 11 056 чел. |  |
| 1990 | 10 957 чел. |  |
| 1995 | 11 135 чел. |  |
| 2000 | 10 657 чел. |  |
| 2005 | 10 858 чел. |  |

## Символика
Деревом села считается берёза плосколистная, цветком — горечавка шероховатая, птицей — Oncorhynchus masou masou.